# Bourse de Varsovie
La bourse de Varsovie (en polonais : Giełda Papierów Wartościowych w Warszawie SA -GPW) est la plus grande bourse d'Europe centrale et orientale. Elle fut rouverte le 16 avril 1991, après la chute du régime communiste, et officiellement privatisée le 9 novembre 2010.

## Histoire

### 1817-1989: lancement, guerres, communisme
La tradition du marché financier en Pologne remonte déjà à 1817, lorsque la première bourse d'échanges commerciale fut fondée à Varsovie, la même année que la création de la bourse de New-York. Les sessions d'échange étaient tenues entre 12:00 et 13:00. Puis au xixe siècle, des obligations et lettres de change étaient principalement commercialisées. Le commerce de titre s'est développé pendant la seconde moitié du xixe siècle.
Entre les deux guerres mondiales, la Bourse fonctionnait sous ordonnance du président. D'autres places boursières se sont créées à Katowice Bourse de Commerce Internationale en Pologne, Cracovie, mais 90 % des transactions ont toujours lieu à Varsovie.
Après 1945, on tenta de réactiver la place boursière, mais les opérations n'étaient pas possibles sous le système d'économie planifiée imposé.

### 1989-2010: relance
C'est en septembre 1989 que le nouveau gouvernement polonais post-communiste commença le programme de la transition économique. La réouverture de la Bourse de Varsovie a été préparée pendant 18 mois grâce, notamment, à la contribution de la France via la SBF (Société de Bourses Françaises), et au système de la bourse de Lyon et son système de cotation de vente aux enchères bi-partite secrète. Le Parlement polonais adopta la loi sur les cotations en bourse de titres et de fonds en fidéicommis le 22 mars 1991. Elle opère dans sa forme actuelle depuis le 16 avril 1991, échangeant des titres dès le début les échanges sous forme électronique, mas la réouverture officielle n'a pas eu lieu avant le 2 juillet 1991. La bourse s'installe dans l'ancien siège du parti communiste polonais dissous en janvier 1990. Cinq sociétés industrielles sont cotées à son lancement. En 1993, 21 sociétés y sont indexées.
En octobre 1998, le gouvernement polonais décide de mettre en vente 15 % des parts de Telekomunikacja Polska à la bourse de Varsovie, ce qui en fait doubler sa capitalisation.
Un arrêté du 10 février 2003 porte reconnaissance de la bourse de Varsovie par l’État français.
Le 30 août 2007, l'indice New Connect dédié aux startups est lancé.

### 2010: privatisation
En juillet 2010, quelques jours après l'arrivée de Bronisław Komorowski au pouvoir présidentiel, la bourse de Varsovie annonce un partenariat stratégique avec NYSE Euronext pour s'équiper de la plateforme d’échanges Universal Trading. Le 14 octobre 2010, le ministère du Trésor polonais annonce son intention de vendre 63,82 % des 98,8 % d'actions détenues dans la bourse de Varsovie, en vue de privatiser l'établissement et de réduire son déficit budgétaire. Son action est cotée en bourse dès le 9 novembre 2010,. En mai 2012, un nouvel accord avec NYSE Euronext prévoit pour l'institution américaine un accès aux données de marché de la bourse de Varsovie, en échange de quoi les technologies NYSE font la promotion des indices varsoviens sur les marchés internationaux. En avril 2013, la plateforme Universal Trading, objet de l'accord avec NYSE Euronext de 2010, est intégrée aux systèmes informatiques de la bourse de Varsovie.
En septembre 2013, l'indice WIG 30 est créé, voué à remplacer dès 2015 l'indice WIG 20.

## Activité
La bourse est une société en commandite par actions fondée par le trésor public. L'entreprise possède un capital social de 41 972 000 PLN. À la fin 2008, on compte parmi ses actionnaires 35 entités dont des banques, des entreprises de courtage, une autre bourse et le trésor public (98,82 %).
Le rôle de la bourse de Varsovie est d'organiser des échanges de titres. Elle fournit une concentration d'offres d'achat et de vente dans un endroit à un moment précis afin de désigner les prix et d'exécuter les transactions.
Fin 2010, sa capitalisation boursière est de 193 milliards de dollars.

### Système d'information Warset
Warset (Warsaw Stock Exchange Trading System) est le nom du système d’information de la bourse de Varsovie, qui a été mis en place le 17 novembre 2000.
Il s’agit d’un événement clé dans le développement du marché boursier polonais, qui a touché tous les intervenants du marché : société de courtage, grands investisseurs et institutions de supervision et de contrôle. Le système était initialement porté par des machines Tandem (Compaq), pour ensuite migrer vers une plateforme HP Integrity NonStop NS16000 en juin 2007. Grâce à ce changement, le système peut traiter jusqu'à 180 ordres par seconde contre 40 avant.
Les systèmes de bourses de New York, Toronto, Paris, Bruxelles et Amsterdam possèdent une architecture système semblable.

### Indices
Les indices boursiers les plus importants du marché principal sont : WIG, WIG20, WIG30. 
- WIG 30 : top 30 des sociétés cotées
- New Connect : indice de startups